# 就学率
就学率（しゅうがくりつ）とは、ある母集団のうち何%が学校に就学しているかを表す指標。

## 概要
一般的には、義務教育制度のある国家における、学齢人口の就学率のことや、初等教育・中等教育などの教育機関に対する、教育制度計画上の相当年齢人口の就学率のことを指していう。また、学齢期以降の人口についての在学統計にも、この語が用いられる。幼稚園などについては就園率の語が用いられる。就学率はあくまで学籍の有無であって、出席率とは別であるため、就学率が高くても長期欠席が多い場合もある。
関連する教育統計の用語には、「通学率」、「進学率」、「進級率」、「中退率」、「残存率」、「教育指数」がある。就学率とこれらの数値は、各国の教育情勢を判断する上で有用性が高いものである。また、識字率などの文化指標との関係も大きい。

## 算出法
就学率の計算には、基準となる年齢が必要である。義務教育の就学率の計算の場合は、義務教育制度が年齢主義で定められている場合、義務教育年齢（日本では学齢と呼ばれる）を基準にすればよい。一方、初等教育や中等教育などの特定の教育段階の就学率の計算の場合は、日本のように標準的な在学年齢がほぼ固定している年齢主義の学校制度では、年齢と学校段階が実質的に対応しているため判断しやすいが、そうではない国では明確に年齢ごとに固まっているわけではないため、計算をする都合上、教育制度計画上の就学相当年齢があると比定して就学率を算出する。これは、大学などの高等教育機関においても同じで、便宜的に「相当年齢」を比定して算出する場合がある。もちろんこれは便宜上のものであって、そう計算されているからといっても、その国では在学者の年齢が統一されているというわけではない。これは後述の「粗就学率」という概念自体が、「教育制度計画上の相当年齢ではない在学者がいる」ということが前提の概念であることからも理解できる。しかし、特定年齢層を母集団とする就学率という考え方自体が、年齢主義的な学校制度が確立してからのものであることは明らかである。
ある学校段階について、その学校段階の教育制度計画上の相当年齢人口と、指定学校へのその年齢の就学者との比率は純就学率と呼ばれる。その学校段階の教育制度計画上の相当年齢人口と、指定学校への全就学者との比率は粗就学率または総就学率と呼ばれる。
整理すると次の式の通りとなる。
{\displaystyle R_{1}={\frac {L_{1}}{P}}}
{\displaystyle R_{2}={\frac {L_{2}}{P}}}
- 純就学率：{\displaystyle R_{1}}
- 粗就学率・総就学率：{\displaystyle R_{2}}
- 教育制度計画上の相当年齢人口：{\displaystyle P}
- 教育制度計画上の相当年齢である就学者数：{\displaystyle L_{1}}
- （年齢を考慮しない）就学者数：{\displaystyle L_{2}}

たとえば、教育制度計画上、初等教育機関に属することが相当とされる年齢が6歳 - 12歳とされている国家の場合、初等教育機関に在学している6歳 - 12歳の人の数と、6歳 - 12歳の全人口の比率が、純就学率であり、初等教育機関に在学している全年齢の人の数と、6歳 - 12歳の全人口の比率が、粗就学率である。ただし日本のように意味の違う母集団のデータを不適切に流用している可能性がある場合もある（後述）。なお本記事では、「総就学率」と「純就学率」の字が紛らわしいため、「粗就学率」と書く。
理論上は純就学率は100%を超えることはないが、各種の要因により、母集団と就学者との食い違いから、100%を超える結果が出る場合もある。出生届が出されていない人の就学や、引越しをしても住民登録をしていない場合や、外国からの通学がある場合などがそれらの原因である。
純就学率が高くても、その段階の教育を修了していることは意味しない。上学年に進級できないまま制度計画上の比定年齢範囲いっぱいまで在学した場合でも、就学率は高くなる。
なお、義務教育就学率においては、純就学率のみであり、粗就学率の概念はない。

### 解釈と応用
粗就学率が高いことは、学校に通う人が多いことを意味する。純就学率が高いことは、義務教育制度ひいては国民登録制度の完備を意味し、家庭の教育への関心の高さと児童労働の少なさを示唆する。両者の差が大きいことは、教育制度計画上の相当年齢以外の生徒が多いことを意味し、幅広い年齢に学校を開いていることや、原級留置（留年）率が高いことを示唆する。両者の差が小さいことは、その逆を意味・示唆する。ただし、就学者が全員就学意欲があるとは限らない。義務教育制度の完備された国では、学齢に達すると自動的に学籍が付与される場合がある。このため、本人も保護者も指定学校へ就学する意思がない場合でも、就学の扱いになっていることはある。
粗就学率と純就学率の差から、その国の学校教育がどの程度在学年齢が一定範囲に集中しているかを読み取ることができる。差が大きければ、広い範囲の年齢の在学者が在学していることを表す。この指数については分母をどちらにするかの統一もなく、日本語への定訳もないが、英語では「Ratio GER/NER」と呼ばれている。日本語では「制度計画上の比定年齢者の比率」や「（就学率の）ネットグロス比（グロスネット比）」などになる。Primary school gross and net enrollment（英語）の図によれば、世界の地域や国グループによってこの比率にある程度の差があることが分かる。アフリカでは初等教育の粗・純差が大きく、先進国では小さい。ラテンアメリカとカリブ海諸国ではやや大きい。
各国のこの数値については、一部を「年齢主義と課程主義」に記載している。比差が小さいほど、年齢主義が強いことを示唆する。
ただし、これらのデータは「中等教育」などの約6年間の教育段階ごとに区切られているため、学年内の同年齢度は読み取れない。例えば「入学年齢はほぼ一定だが、原級留置が多い（修得主義）」からレシオが高いのか、「原級留置は少ないが、入学年齢が幅広い（年数主義）」からレシオが高いのかは、この指数から読み取ることは困難である。それらを知るには進級率などが参考になる。
また就学率の男女差も、その国の文化や近代化の度合いを計る指標となる。先進国では男女差はほとんどない。

## 現状
現在の日本の初等教育純就学率は約100%であり、粗就学率は100% - 102%程度である。中等教育の純就学率は約99%であり、粗就学率は101 - 103%程度である。これは、義務教育制度の完備と高校等進学率の高さを示すとともに、就学義務猶予免除、原級留置と、高年齢者の在学がかなり少ないこと（年齢主義が強いこと）を意味する。しかしこれは出席率が高いことは意味せず、1990年代から就学者の長期欠席が急増している。また希望者全員の入学率が高いことも意味せず、在日外国人子女や学齢超過者、高年齢者などの、就学しない／できない非就学者の問題についても、あまりマスメディアで取り上げられることはないものの、問題は確実に存在している。これらの問題については「不登校」を参照。
先進国では、現在は初等教育の就学率が9割以上であることが普通になっている。中等教育の就学率については、現在でもばらつきがあり、先進国であってもあまり高くない場合がある。これは必ずしも教育熱や財政の問題を示すものではなく、学校体系などの影響である場合もある。初等教育については、社会の安定とともに在学年齢のばらつきが低くなる傾向があるため、粗就学率が開発途上国より低いケースも見られる。
開発途上国では先進国より就学率が低い傾向にある。また、初等教育の就学率が高くても、中等教育の就学率が低い国も多い。現在は、開発途上国の就学率を上げることが、貧困対策などの面で重要であるとされる。このため先進国の援助で、学校建設などの活動が行われている。就学率の上昇は、生徒を家庭から解き放ち、児童労働を減少させる役目もある。また、生活に密着した問題として、識字や計算能力の普遍化の目的もある。在学年齢のばらつきのため、純就学率が低くても粗就学率が高い場合もある。

## 歴史
初等教育の就学率は、世界各国が義務教育制度を採用し始めた19世紀から高まり始めた。中等教育の就学率の上昇は、それよりもずっと遅く、現在も上昇を続けている国も多い。
日本では、江戸時代には寺子屋や藩校などの教育機関がある程度普及しており、江戸時代末期には、世界的に見ても識字率が高い方だった。明治維新の直後に学校制度を導入し、近代化のための強力な推進運動と、学費の無償化を実施した、その結果明治中期に急激に就学率が上昇し、小学校では1905年（明治38年）に95.6%になった。これは世界的にもまれな早さである。国民学校の時代になると、徴兵制度との関連から就学率はさらに高くなり、敗戦の混乱で一時的に下がったものの、すぐに回復している。
高度経済成長期以降は義務教育就学率が高止まりし、常に99%を超える状態が続いている。なお、「学齢児童」の方が「学齢生徒」よりわずかに低い時代があるが、これは就学義務猶予免除の対象者が多かった時代、彼らの多くが学齢を終えるまで「学齢児童」のままだったからだと思われる。幼稚園就園率（小学1年生のうち幼稚園卒園者の比率）については、一度60%台に達したあと徐々に落ちている。

### 戦前日本における数値の疑義
戦前の日本の就学率は文部省年報によって公表されているが、その数値が正確ではないとの指摘がある。当時は義務教育年限（標準修業年限は3年 - 6年）と学齢期間（8年）に差があったため、「学齢児童」の定義に起因する問題などがあり、また時期によっては学齢簿に学齢超過者が含まれていたのが原因だとされる。これについては安川寿之輔、天野郁夫、佐藤秀夫による、「就学率は実態より高く偽られていた」との説が一時期主流となっていたが、土方苑子の研究により、必ずしも意図的に高く偽ろうとしたわけではないことが判明している。また、学齢男子と比べて学齢女子が統計上少なくなった時期があり、女子に「行方不明」が多かったことも判明している。

## 統計
データは2000年 - 2005年、出典は2007年版世界子供白書。数字は%。なお本来全年齢であるはずの粗就学率でも、「全ての生徒」ではなく「全ての子供」となっているため、一定年齢以上の生徒が入っていない場合もある。
データには理由不明の乱高下がある。たとえばイギリスの中等教育粗就学率は男103女106であるが、2006年版では男159女199となっている。このように、1年でデータが激変している場合もあるので参考程度にしておくべきである。
ただし、在住外国人など、もともと義務教育の対象外の子どもが計算に含まれていない場合がある。実際、日本の義務教育就学率統計では、義務教育人口を母集団としており、学齢期の外国人は計算に含まれていないが、下表のデータはこれを基にしている可能性がある。そうだとすれば、教育機関の就学率統計としては誤差が存在することになる。このように外国人などの少数派を含めずに統計している場合もあるので、データを読むときは注意を要する。また、リヒテンシュタイン（初等教育粗就学率112%、初等教育純就学率65%、高等教育粗就学率25%）やルクセンブルク（初等教育粗就学率95%、初等教育純就学率79%、高等教育粗就学率12%）の就学率は先進国としては低めだが、これは小国であることと関係がある可能性があるものの、計算方法などについては未確認である。

### 純就学率が高い国
初等教育（小学校など）
| 国名                                        | 粗就学率 | 粗就学率 | 純就学率 | 純就学率 |
| 国名                                        | 男       | 女       | 男       | 女       |
| イギリス （イギリスの教育）                 | 107      | 107      | 99       | 99       |
| イタリア                                    | 102      | 101      | 99       | 99       |
| カナダ                                      | 100      | 100      | 99       | 100      |
| 中国 （中華人民共和国の教育）               | 118      | 117      | 99       | 99       |
| デンマーク                                  | 101      | 101      | 100      | 100      |
| 日本 （日本の教育）                         | 100      | 101      | 100      | 100      |
| ニュージーランド （ニュージーランドの教育） | 102      | 102      | 99       | 99       |
| ノルウェー                                  | 99       | 99       | 99       | 99       |
| フィンランド                                | 101      | 100      | 99       | 99       |
| フランス （フランスの教育）                 | 105      | 104      | 99       | 99       |
| ベルギー                                    | 104      | 104      | 99       | 99       |
| ポルトガル                                  | 119      | 114      | 99       | 99       |

中等教育（中学校・高等学校など）
| 国名         | 粗就学率 | 粗就学率 | 純就学率 | 純就学率 |
| 国名         | 男       | 女       | 男       | 女       |
| カナダ       | 109      | 108      | 94       | 94       |
| スウェーデン | 101      | 105      | 97       | 100      |
| スペイン     | 116      | 123      | 95       | 99       |
| スロベニア   | 100      | 100      | 94       | 95       |
| 日本         | 101      | 102      | 99       | 100      |
| ノルウェー   | 114      | 117      | 96       | 97       |
| フィンランド | 107      | 112      | 94       | 94       |
| フランス     | 110      | 111      | 95       | 97       |
| ベルギー     | 111      | 107      | 96       | 97       |

### 粗就学率が高い国
初等教育
| 国名                 | 粗就学率 | 粗就学率 | 純就学率 | 純就学率 |
| 国名                 | 男       | 女       | 男       | 女       |
| カンボジア           | 142      | 131      | 100      | 96       |
| サントメ・プリンシペ | 134      | 132      | 98       | 98       |
| シエラレオネ         | 169      | 122      | 不明     | 不明     |
| 赤道ギニア           | 133      | 121      | 92       | 78       |
| ブラジル             | 145      | 137      | 不明     | 不明     |
| マダガスカル         | 136      | 131      | 89       | 89       |
| レソト               | 131      | 131      | 83       | 88       |

中等教育
| 国名           | 粗就学率 | 粗就学率 | 純就学率 | 純就学率 |
| 国名           | 男       | 女       | 男       | 女       |
| オーストラリア | 152      | 145      | 85       | 86       |
| オランダ       | 120      | 118      | 89       | 90       |
| スペイン       | 116      | 123      | 95       | 99       |
| デンマーク     | 122      | 127      | 91       | 94       |

### 就学率が低い国（一部）
初等教育
| 国名                          | 粗就学率 | 粗就学率 | 純就学率 | 純就学率 |
| 国名                          | 男       | 女       | 男       | 女       |
| ----------------------------- | -------- | -------- | -------- | -------- |
| コンゴ民主共和国 （ザイール） | 51       | 46       | 不明     | 不明     |
| スーダン                      | 64       | 56       | 47       | 39       |
| サウジアラビア                | 69       | 66       | 62       | 57       |
| ジブチ                        | 44       | 35       | 36       | 29       |
| ニジェール                    | 52       | 37       | 46       | 32       |

中等教育
| 国名           | 粗就学率 | 粗就学率 | 純就学率 | 純就学率 |
| 国名           | 男       | 女       | 男       | 女       |
| -------------- | -------- | -------- | -------- | -------- |
| ウガンダ       | 18       | 14       | 14       | 12       |
| ギニアビサウ   | 23       | 13       | 11       | 6        |
| セネガル       | 22       | 16       | 18       | 13       |
| チャド         | 23       | 7        | 16       | 5        |
| ニジェール     | 9        | 6        | 8        | 5        |
| ブルキナファソ | 14       | 10       | 11       | 8        |
| マダガスカル   | 14       | 14       | 11       | 11       |
| モーリタニア   | 22       | 18       | 16       | 13       |
| モザンビーク   | 13       | 9        | 5        | 4        |

### 就学率の男女差が大きい国
初等教育
| 国名                                    | 粗就学率 | 粗就学率 | 純就学率 | 純就学率 |
| 国名                                    | 男       | 女       | 男       | 女       |
| --------------------------------------- | -------- | -------- | -------- | -------- |
| アフガニスタン （アフガニスタンの教育） | 127      | 56       | 不明     | 不明     |
| ギニアビサウ                            | 84       | 56       | 53       | 37       |
| シエラレオネ                            | 169      | 122      | 不明     | 不明     |
| チャド                                  | 86       | 56       | 68       | 46       |
| パキスタン                              | 95       | 69       | 76       | 56       |
| ベナン                                  | 111      | 86       | 93       | 72       |
| リベリア                                | 115      | 83       | 74       | 58       |
| イラン                                  | 98       | 108      | 89       | 88       |
| セントクリストファー・ネイビス          | 98       | 105      | 91       | 98       |

中等教育
| 国名           | 粗就学率 | 粗就学率 | 純就学率 | 純就学率 |
| 国名           | 男       | 女       | 男       | 女       |
| -------------- | -------- | -------- | -------- | -------- |
| アフガニスタン | 25       | 5        | 不明     | 不明     |
| トーゴ         | 52       | 26       | 30       | 14       |

## 高等教育までを含めた就学率
小学校から大学などの高等教育まで含めた粗就学率では、日本の数値はさほど高くない。初等から高等までの粗就学率の総計では、日本は84%であるが、イギリスは123%、オーストラリアは116%、ベルギーは114%、スウェーデンは114%と、一部欧米諸国では生涯学習が発展していることもあいまって高い数値を出している。日本の場合は同年齢志向が強く、若い時期に高等教育機関に進学する例が多いが、その代わりある程度の年齢以上の中等教育や高等教育の在学者があまりいない。このことから、数値の差は単純な優劣ではなく国民性の違いと見ることもできる。